# Torre di Scudellano
La torre di Scudellano è una struttura fortificata situata nella parte meridionale del territorio comunale di Cinigiano, su un poggio che domina la valle del fiume Melacce, affluente di sinistra dell'Ombrone.

## Storia
La fortificazione fu costruita nel corso dell'XI secolo, con funzioni difensive e di avvistamento, alla sommità di un modesto poggio dal quale si domina una vasta area ad occidente, verso la Valle dell'Ombrone.
Nel corso dei secoli successivi, la stabilizzazione politica della zona sotto la Repubblica di Siena fece sì che le originarie funzioni a cui era adibita la torre fossero superate; vi fu pertanto un progressivo abbandono del luogo a vantaggio dei vicini borghi e castelli situati nell'area tra Cinigiano e Campagnatico.

## Descrizione
La Torre di Scudellano si presenta sotto forma di ruderi, ben evidenti alla sommità del poggio anche percorrendo la strada che collega Istia d'Ombrone a Cinigiano.
La struttura conserva l'imponente a base a sezione quadrangolare, con le mura perimetrali completamente rivestite in pietra. Quasi certamente, la torre doveva originariamente articolarsi su più livelli, con feritoie e merlatura sommitale.